# Курганська ТЕЦ-2
55°29′26″ пн. ш. 65°21′38″ сх. д. / 55.49056° пн. ш. 65.36056° сх. д.
Курганська ТЕЦ-2 — теплова електростанція в Курганській області Росії.
В 2013 – 2014 роках на майданчику станції стали до ладу два однотипні парогазові блоки потужністю по 111 МВт, у кожному з яких газова турбіна від General Electric типу PG 6111FA потужністю 75 МВт живить через котел-утилізатор парову турбіну Siemens типу SST-400 з показником 38 МВт. Паливна ефективність блоків становить 51,5%.
Також ТЕЦ отримала два резервні водогрійні котли виробництва білгородського заводу «Енергомаш» типу КВ-Г-58,2-150 продуктивністю по 50 Гкал/год.
Як паливо ТЕС використовує природний газ, що надходить Кургану по газопроводах Кизилбай – Курган та Далматовська – Шуміха – Курган.
Для видалення продуктів згоряння призначені три димаря заввишки по 45 метрів.
Видача продукції відбувається під напругою 110 кВ.